# Долно Оризари (община Велес)
Вижте пояснителната страница за други значения на Долно Оризари.
Долно Оризари (на македонска литературна норма: Долно Оризари) е село в община Велес, Северна Македония. Днес то е обезлюдяло село, като към 1971 година в него живеят само двама души. 

## География
Разположено е до река Тополка, като средната му надморска височина е 273 метра.

## История
В 1861 година Йохан фон Хан на етническата си карта на долината на Вардар отбелязва Оризар като българско село. Църквата „Света Петка“ в селото е дело на Андон Китанов.
Според статистиката на Васил Кънчов („Македония. Етнография и статистика“) от 1900 година Долно Оризари е населявано от 125 жители, като 85 са били българи, а 40 турци.
В началото на XX век цялото християнско население на Долно Оризари е под върховенството на Българската екзархия. По данни на секретаря на екзархията Димитър Мишев („La Macédoine et sa Population Chrétienne“) в 1905 година в селото има 128 българи екзархисти.
При избухването на Балканската война в 1912 година шест души от Долно Оризари са доброволци в Македоно-одринското опълчение.
След Междусъюзническата война в 1913 година селото остава в Сърбия.
На етническата си карта от 1927 година Леонард Шулце Йена показва Долно Чалтики (Dl. Caltiki) като смесено българско християнско и турско село.
През 1956 година в селото е открита поща.
Според преброяването от 2002 година селото е без жители.

## Личности
Родени в Долно Оризари
- Димчо Стоименов, македоно-одрински опълченец, боен обоз на 5 одринска дружина[9]
- Никола Гьошев (1893 – ?), македоно-одрински опълченец, нестроева рота на 4 битолска дружина[10]
- Темелко Гьошев (1891 – ?), македоно-одрински опълченец, нестроева рота на 4 битолска дружина[11]